# Grand Theft Auto: Chinatown Wars
Grand Theft Auto: Chinatown Wars — компьютерная игра для портативных консолей и мобильных устройств с видом сзади-сверху, десятый проект в серии Grand Theft Auto, вышедший 17 марта 2009 года для Nintendo DS, а позднее для PlayStation Portable, Android и iOS. Действие игры разворачивается в Либерти-Сити, за основу которого взят город из Grand Theft Auto IV, за исключением штата Олдерни. В игре используются технология сэл-шейдинг и свободно вращающаяся камера с видом сзади сверху для отображения виртуального мира.

## Игровой процесс
Chinatown Wars представляет собой игру в жанре action-adventure. Метро и подземные станции из оригинальной игры (Grand Theft Auto IV) были вырезаны вместе со штатом Олдерни.

### Место действия
Место действия разворачивается в Либерти-Сити, мегаполисе с четырьмя районами: Брокер (пародия на Бруклин), Дюкс (пародия на Квинс), Бохан (пародия на Бронкс) и Алгонквин (пародия на Манхэттен). Основные игровые действия проходят в Чайнатауне. Действия игры разворачиваются во вселенной Grand Theft Auto IV, и за основу игрового мира взят Либерти-Сити из оригинальной игры. Игрок пройдет свой путь по улицам, на которых раскрывается эпическая история о преступлениях и коррупции в пределах Триады.

### Оружие
В этой игре есть отличия от прочих в серии, например, при езде на машине игрок может стрелять из пистолета и кидать гранаты или коктейли Молотова из окна автомобиля. Чтобы стрелять из двойного пистолета, нужно либо найти такой, либо заказать в магазине оружия, когда как в GTA: San Andreas этого не требуется.

### Транспорт
В отличие от предыдущих игр Grand Theft Auto, Chinatown Wars имеет различные системы для угона автомобилей. В зависимости от машины, он может быть заведён одним из нескольких способов. Подержанные автомобили легче завести с помощью нескольких поворотов отвёрткой в замке зажигания, либо взломав замок зажигания и соединив провода, в то время как другие машины требуют более тщательного вскрытия. Для новых, более дорогих автомобилей требуется взломать компьютеризованный иммобилайзер. К тому же существуют фургоны магазина оружия или вражеских банд, где можно найти оружие или наркотики.

### Графика
Впервые в серии вся графика была полностью мультипликационной, а графические новеллы имели стиль комиксов.

### Social Club
В Grand Theft Auto: Chinatown Wars игроки имеют возможность использовать Rockstar Games Social Club. С помощью Social Club они могут загружать свою статистику через встроенный Wi-Fi в NDS.

### Мультиплеер
Grand Theft Auto: Chinatown Wars содержит сетевой режим, который позволяет отправлять сообщения своим друзьям и обмениваться игровыми предметами. Игрок может отправлять и принимать координаты спрятанных вещей и особых локаций, обменивать оружие, деньги или наркотики с другими игроками, чтобы затем использовать результаты этой торговли в одиночной игре, тем самым разнообразить опыт и приобрести новые впечатления. Также в Grand Theft Auto: Chinatown Wars есть 6 режимов многопользовательской игры, доступные благодаря локальному Wi-Fi соединению. В некоторых из режимов игрок может сражаться с товарищами, в то время как в других игроки будут играть против друг друга.

### Прочие нововведения
В Chinatown Wars появилась возможность рыться в мусорных баках. В зелёных можно найти либо ненужные вещи, например, испорченный хот-дог и испорченный гамбургер, либо наркотики, деньги (в основном $ 10 или $ 15) или неиспорченные хот-дог, или гамбургер, которые могут восстановить здоровье игрока. В красных баках находится оружие — в основном пистолеты и микро-SMG, но иногда там оказываются: дробовик, автомат Калашникова или гранаты. В квадрате 4C в Chinatown есть возможность найти меч. Также появилась функция покупки лотерейных билетов. Есть билеты за $4, $5, $10 и $15. Соответственно, чем выше цена билета, тем выше максимальный выигрыш. В лотерее за $4 можно выиграть картофель фри, восстанавливающий половину здоровья, гамбургер, который полностью восстанавливает здоровье, и суперприз — $50. Лотерея за $5 появляется вместе с интернет-магазином ammu-nation, там можно выиграть бронежилет, УЗИ, пистолет, штурмовую винтовку или 5 гранат. В лотерее за $10 суперприз равен $1000, а в лотерее за $15 можно выиграть эти же $15, $200 или номер в отеле.
Вместо мобильного телефона (Vice City, San Andreas и Liberty City Stories) или пейджера (III, Advance и Vice City Stories), у персонажа есть свой e-mail.

## Сюжет
После смерти отца Хуану предстоит выполнить несложное задание: отвезти дяде Кенни в Либерти-Сити древний меч, принадлежавший покойному, чтобы укрепить положение их семьи во главе триад. Хуан Ли — избалованный богатый папенькин сынок, который ожидал от этой поездки только развлечений. Но с самого начала всё пошло не так гладко, как ему хотелось. Лишившись фамильной реликвии и побывав на волосок от смерти, Хуан Ли должен будет пройти долгий путь в поисках чести, богатства и отмщения в самом опасном и морально разложившемся городе мира. Поначалу он выполняет задания своего дяди Ву Ли, вернув ему его честь среди триад. Позже он знакомится с Чанем — сыном главного босса триад — и работает на него. Помимо Чаня Хуан знакомится с корреспондентом новостей Мелани Маллард (подружкой Чаня), полицейским Уэйдом Хестоном, Чжоу Мином и с самим Синь Цзяоминем. Выполняя различные задания, он узнаёт, что убийцами его отца стали Чань и Чжоу. Хуан убивает их, выполняя долг триад. Через некоторое время ему приходит письмо на e-mail от Уэйда, в котором написано, что полицейских подкупила некая «крыса» и что Чан и Чжоу невиновны. Уэйд узнаёт, что скоро будет встреча «крысы» с ФБР, и немедленно едет туда с Хуаном. Доехав, он узнаёт, что «крыса» — это сам Ву «Кенни» Ли. Хуан в бешенстве гонится за ним. Кенни доезжает до отеля Синя. Туда приходит Хуан и в ярости убивает предателя, после чего становится главным боссом триад в Либерти-Сити.

## Саундтрек
Саундтрек Grand Theft Auto: Chinatown Wars представлен как ряд радиостанций, которые можно услышать, когда игрок находится в транспортных средствах или игровом меню. В отличие от радиостанций, присутствующих в других играх серии Grand Theft Auto, в Chinatown Wars не упоминаются ведущие радиостанций, на них отсутствуют рекламные объявления, а музыка представлена инструментальными композициями.
Версия игры для Nintendo DS включает в себя только 5 станций, в то время как в версию игры для PSP было добавлено ещё 6 радиостанций. Эти же 6 дополнительных станций были также добавлены к версии игры 1.1.0 для iPhone/iPod.
Названия радиостанций главным образом соответствуют именам музыкантов или лейблов звукозаписи, музыка которых проигрывается на них. Музыка к вступительным титрам и заглавной теме игры была написана рэперами Ghostface Killah и MF Doom.

## Выпуск на основных игровых платформах
| Сводный рейтинг       | Сводный рейтинг            |
| Агрегатор             | Оценка                     |
| --------------------- | -------------------------- |
| GameRankings          | 92,71 % (DS) 90,39 % (PSP) |
| Metacritic            | 93                         |
| Иноязычные издания    |                            |
| Издание               | Оценка                     |
| 1UP.com               | A-                         |
| CVG                   | 9,2                        |
| Eurogamer             | 10                         |
| GamePro               | [ 10 ]                     |
| GameSpot              | 9,5                        |
| GameSpy               | [ 12 ]                     |
| GamesRadar+           | 10                         |
| Giant Bomb            | [ 14 ]                     |
| IGN                   | 9,5 (US) 9,2 (UK) 9,3 (AU) |
| Nintendo World Report | 9,0                        |
| ONM                   | 94 %                       |
| X-Play                | [ 19 ]                     |
| Русскоязычные издания |                            |
| Издание               | Оценка                     |
| Absolute Games        | 68 %                       |
| Gameplay              | 4,5/5                      |

### Nintendo DS
На пресс-конференции Nintendo, прошедшей в рамках выставки E3, была анонсирована новая игра серии Grand Theft Auto от Rockstar Leeds. Проект получил название Grand Theft Auto: Chinatown Wars. Позже был запущен официальный сайт проекта.
В сентябре 2008 года журнал Nintendo Power опубликовал на страницах свежего номера первые подробности о грядущей Chinatown Wars, которая в скором времени должна была выйти. На страницах журнала были опубликованы первые скриншоты игры и новый игровой арт.
15 декабря 2008 года стала известна дата релиза (17 марта 2009 года в Северной Америке и 20 марта 2009 года — в Европе).
27 февраля 2009 года Rockstar обновила сайт проекта где были помещены трейлер, скриншоты, информация о героях. 14 марта 2009 года вновь обновился официальный сайт. Появились первые оценки и рецензии игры. Официальный журнал Nintendo охарактеризовал игру как «один из крупнейших, наиболее сложных проектов для NDS, с более чем 800 000 строк кода».
Право на распространение Grand Theft Auto: Chinatown Wars в России принадлежит компании «Софт Клаб».
Официальное издание игры, традиционно для серии Grand Theft Auto, комплектуется инструкцией, стилизованной под путеводитель по Liberty City и картой районов города, с постером на обороте. При пред-заказе игры покупатель также получал карту с кодом дополнений загружаемых с помощью сервиса Rockstar Games Social Club.

### PlayStation Portable
Rockstar Games официальным пресс-релизом объявила о планах по выпуску ближайшей осенью Grand Theft Auto: Chinatown Wars для PlayStation Portable, вышедшую в марте 2009 года для портативной консоли Nintendo DS. Игра была портирована на Sony PSP разработчиками оригинальной версии — студией Rockstar Leeds совместно с основателями серии Grand Theft Auto из Rockstar North. Chinatown Wars для PSP доступна как на физических носителях (UMD), так и в цифровом виде (PlayStation Network). В портированной GTA: CW в отличие от Nintendo DS есть ряд изменений: адаптированная под широкоформатный экран графика, улучшенные анимация и освещение, а также новые сюжетные миссии.

### Apple iOS
Первоначально игра была выпущена только для мобильных устройств Apple, а именно смартфонов iPhone и наладонников iPod Touch. На iPad игра вышла с приставкой HD несколькими месяцами позже. В iPad-версии игры была значительно улучшена графика, модели транспорта и зданий имеют большее количество полигонов, улучшены эффекты освещения и взрывов. Данная версия игры использует технологию Multi Touch в игровом интерфейсе. Как и в версии для iPhone и iPod touch, существует возможность слушать собственную музыку на радио Independence FM.

### Android
На Android игра вышла спустя 4 года после выхода на iPad — 17 декабря 2014 г. В Android-версии игры была улучшена графика, модели транспорта и зданий имеют большее количество полигонов, улучшены эффекты освещения и взрывов, однако пропали все тени из игры. Также появилась поддержка широкоформатного разрешения, устройств Android TV, некоторых геймпадов с соединением через Bluetooth и/или USB, системы обратной связи Immersion Haptic Vibration Feedback. В Российской Федерации игра вышла без поддержки русского языка, но существует любительский перевод. В Google Play продано более 100 тыс. копий игры.

## Продажи
После выпуска игры множество игровых изданий оценило игру и качество её исполнения высоко. Но вопреки ожиданиям, продажи игры, в первый уик-энд, в Англии имели очень низкие показатели и не достигли показателей продаж Grand Theft Auto: Vice City Stories, на которые рассчитывали Rockstar Games. В сравнении с продажами предыдущей части игры (6 млн продаж за первую неделю), продажи этой части можно назвать провальными (в США игра за две недели достигла показателей продаж всего лишь в 93,5 тыс. копий).